# Горица при Шмартнем
Горица при Шмартнем (на словенски: Gorica pri Šmartnem) е село в Словения, Савински регион, община Целе. Според Националната статистическа служба на Република Словения през 2015 г. селото има 560 жители.